# Kim Se-jeong
Kim Se-jeong (koreanisch 김세정; * 28. August 1996 in Gimje, Südkorea), auch bekannt unter ihrem Bühnennamen Sejeong, ist eine südkoreanische Popsängerin und Schauspielerin. Sie steht bei Jellyfish Entertainment unter Vertrag. Bekannt wurde sie durch ihre Teilnahme an der Castingshow „Produce 101“ und als Mitglied der Girlgroups I.O.I und Gugudan. Ihr Schauspieldebüt gab sie 2016 in der TV-Serie The Sound of Your Heart.

## Leben
Geboren wurde Kim Se-jeong in Gimje, Jeollabuk-do, zog aber später nach Anyang, wo sie zusammen mit ihrer Mutter und ihrem Bruder bei ihrer Tante lebte. Ihre Eltern ließen sich scheiden, als sie noch ein Kind war. In der JTBC-Show „With You“ sprach sie darüber und sagte, dass sie erst im dritten Jahr der Mittelschule wieder Kontakt zu ihrem Vater hatte. Aktuell studiert sie an der Hanyang Women’s University in Seoul.

## Karriere
Mit 16 Jahren nahm Sejeong an der zweiten Staffel der Castingshow K-Pop Star teil. Nachdem sie in der zweiten Vorrunde beim Vorsingen ausgeschieden war, wurde sie von YG-Entertainment-Gründer Yang Hyun-suk per Wildcard zurückgeholt. In der letzten Runde schied sie jedoch erneut aus.

### I.O.I
Im Januar 2016 nahm Sejeong zusammen mit Kang Mi-na und Kim Na-young an der Mnet-Castingshow „Produce 101“ teil. Bei der Show ging es darum, dass 101 weibliche Trainees von verschiedenen Agenturen gegeneinander antraten, um am Ende Teil einer 11-köpfigen Girlgroup zu werden. Alle drei Mädchen schafften es ins Finale, allerdings schaffte Kim Na-young es nicht einen der ersten elf Plätze zu belegen. Sejeong und Mina wurden Teil der Girlgroup I.O.I. Die Gruppe war von Beginn an als temporäre Gruppe geplant. I.O.I debütierte am 4. Mai 2016 und löste sich am 29. Januar 2017 wieder auf.

### Gugudan und Solo-Aktivitäten

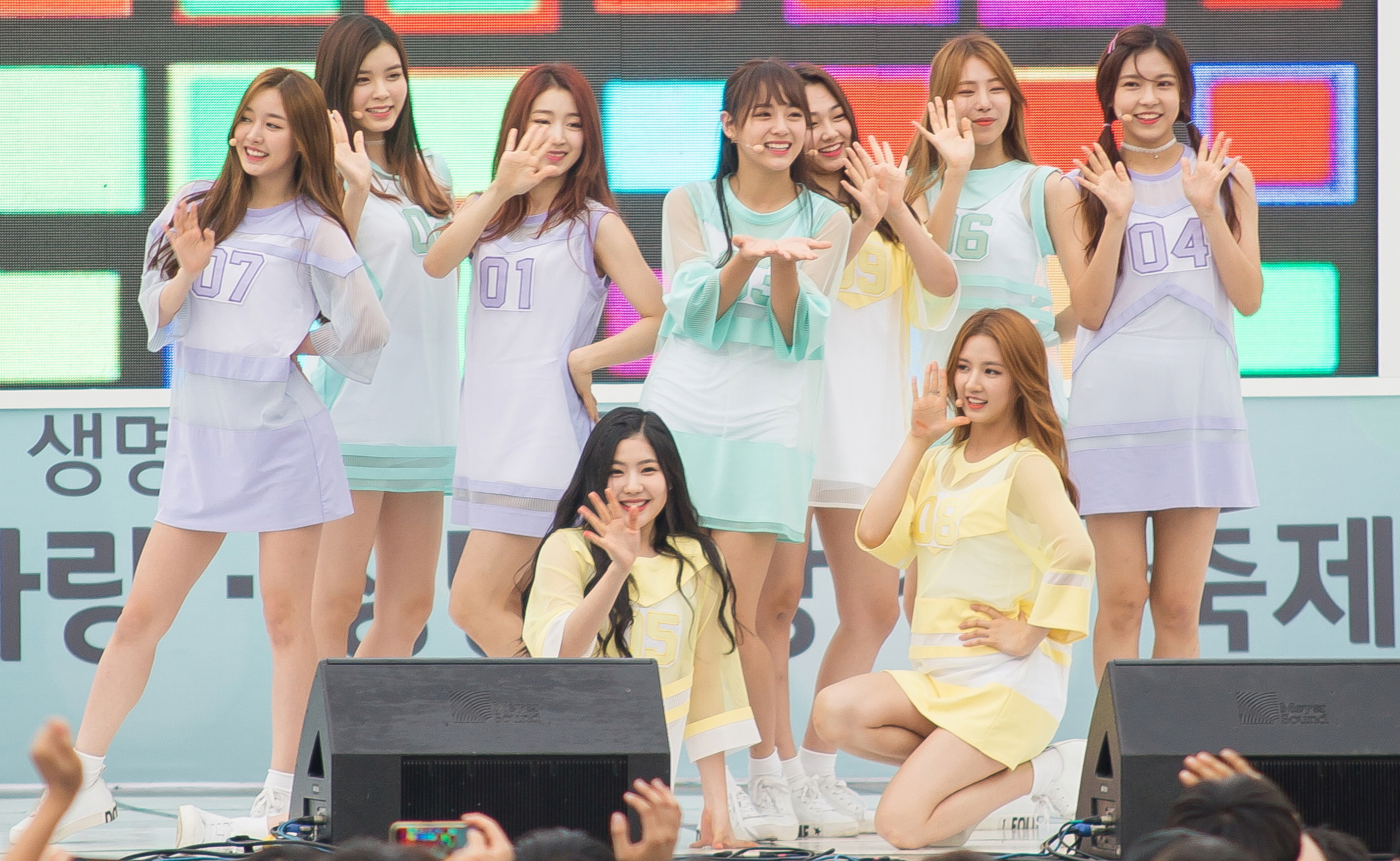
Gugudan (2016)

Im Juni 2016 gab YMC Entertainment bekannt, das Sejeong und Mina nicht an den Aktivitäten von I.O.Is Sub-Unit teilnehmen, sondern zu ihrer eigenen Agentur zurückkehren würden, um sich auf das Debüt ihrer Girlgroup Gugudan vorzubereiten. Gugudan debütierte offiziell am 28. Juni 2016 mit der Single Wonderland. Am 23. November erschien Sejeongs erste Solosingle Flower Way (꽃길). Die Single wurde produziert von Block Bs Zico. Flower Way gelangte auf Platz 2 der Gaon Digital Charts und brachte Sejeong ihren ersten Sieg als Solokünstlerin bei einer Musikshow.
Am 12. Januar 2017 veröffentlichte Sejeong die Single If Only (만에 하나), ein Soundtrack zur TV-Serie „Legend of the Blue Sea“. Von Juli bis September war sie in ihrer ersten Hauptrolle als Ra Eun-ho in der Fernsehserie „School 2017“ zu sehen. Für diese Rolle wurde sie mit einem Popularity Award und bei den KBS Drama Awards als beste Schauspielerin ausgezeichnet. Nach dem Ende der Serie wurde sie als feste Besetzung in der Netflix-Serie „Busted!“ vorgestellt. Am 13. Oktober erschien die Single Star Blossom (별빛이 피면). Star Blossom war eine Kollaboration mit NCTs Doyoung für das Musikprojekt „SM Station“ vom SM Entertainment.
Neben Gesang und Schauspiel war Sejeong auch als Moderatorin in der KBS-Show „Talents for Sale“ und „Get It Beauty“ bei OnStyle aktiv.

## Diskografie

### Studioalben
| Jahr | Titel         | Höchstplatzierung, Gesamtwochen, AuszeichnungChartsChartplatzierungen (Jahr, Titel, Platzierungen, Wochen, Auszeichnungen, Anmerkungen) | Anmerkungen                         |
| Jahr | Titel         | KR | Anmerkungen                         |
| ---- | ------------- | --- | ----------------------------------- |
| 2023 | Door (문(門)) | KR7 (2 Wo.)KR | Erstveröffentlichung: 17. März 2020 |

### EPs
| Jahr | Titel | Höchstplatzierung, Gesamtwochen, AuszeichnungChartsChartplatzierungen (Jahr, Titel, Platzierungen, Wochen, Auszeichnungen, Anmerkungen) | Anmerkungen                         |
| Jahr | Titel | KR | Anmerkungen                         |
| ---- | ----- | --- | ----------------------------------- |
| 2020 | Plant | KR4 (5 Wo.)KR | Erstveröffentlichung: 17. März 2020 |
| 2021 | I’m   | KR19 (4 Wo.)KR | Erstveröffentlichung: 29. März 2021 |

### Singles
| Jahr                     | Titel Album                                                        | Höchstplatzierung, Gesamtwochen, AuszeichnungChartsChartplatzierungen (Jahr, Titel, Album, Platzierungen, Wochen, Auszeichnungen, Anmerkungen) | Anmerkungen                                                             |
| Jahr                     | Titel Album                                                        | KR | Anmerkungen                                                             |
| ------------------------ | ------------------------------------------------------------------ | --- | ----------------------------------------------------------------------- |
| 2016                     | Flower Way (꽃길) –                                                | KR2 (22 Wo.)KR | Erstveröffentlichung: 23. November 2016 produziert von Zico von Block B |
| 2019                     | Tunnel (터널) Dingo X Sejeong                                      | KR121 (2 Wo.)KR | Erstveröffentlichung: 2. Dezember 2019                                  |
| 2020                     | Plant (화분) Plant                                                 | KR82 (1 Wo.)KR | Erstveröffentlichung: 17. März 2020                                     |
| 2020                     | Whale –                                                            | KR114 (1 Wo.)KR | Erstveröffentlichung: 2020                                              |
| 2021                     | Warning I’m                                                        | KR98 (1 Wo.)KR | Erstveröffentlichung: 29. März 2021 feat. Lil Boi                       |
| 2021                     | Baby I Love U –                                                    | KR179 (1 Wo.)KR | Erstveröffentlichung: 2021                                              |
| 2023                     | Voyage (항해) Door                                                 | — | Erstveröffentlichung: 2023                                              |
| 2023                     | Top or Cliff Door                                                  | — | Erstveröffentlichung: 2023                                              |
| 2023                     | My Season –                                                        | — | Erstveröffentlichung: 2023                                              |
| Zusammenarbeiten         |                                                                    | |                                                                         |
|                          |                                                                    | |                                                                         |
| 2017                     | I Like You, I Don’t (좋아한다 안 한다) –                           | KR8 (3 Wo.)KR | Erstveröffentlichung: 12. Juni 2017 mit Taeil von Block B               |
| 2017                     | Star Blossom –                                                     | — | Erstveröffentlichung: 13. Oktober 2017 mit Doyoung von NCT              |
| Beiträge für Soundtracks |                                                                    | |                                                                         |
|                          |                                                                    | |                                                                         |
| 2017                     | If Only (만에 하나) The Legend of the Blue Sea OST Part 10         | KR53 (2 Wo.)KR | Erstveröffentlichung: 12. Januar 2017                                   |
| 2018                     | Lover (정인 (情人)) Mr. Sunshine OST Part 13                       | KR89 (1 Wo.)KR | Erstveröffentlichung: 16. September 2018                                |
| 2020                     | All of My Days (나의 모든 날) Crash Landing on You OST             | KR50 (4 Wo.)KR | Erstveröffentlichung: 2020                                              |
| 2020                     | What My Heart Says (내 마음이 그렇대) Record of Youth OST          | — | Erstveröffentlichung: 2020                                              |
| 2020                     | Meet Again (재회 (再會)) The Uncanny Counter OST                   | KR147 (1 Wo.)KR | Erstveröffentlichung: 2020                                              |
| 2022                     | Love, Maybe (사랑인가 봐) (Acoustic version) Business Proposal OST | KR108 (2 Wo.)KR | Erstveröffentlichung: 2022                                              |

## Filmografie

### Fernsehserien
| Jahr      | Titel                     | Rolle                  | Sender | Quelle |        |
| --------- | ------------------------- | ---------------------- | ------ | ------ | ------ |
| 2016      | The Sound of Your Heart   | Nachbarin in Apt. 205  | KBS2   | [ 19 ] |        |
| 2017      | School 2017               | Ra Eun-ho (Hauptrolle) | KBS2   | [ 20 ] |        |
| 2019      | Lass mich dein Lied hören | Hong Yi-Young          | KBS2   | [ 21 ] |        |
| 2020–2021 | Unheimliche Gegner        | Do Ha-na               | OCN    | [ 22 ] |        |
| 2022      | Business Proposal         | Shin Ha-ri             | OCN    | SBS    | [ 23 ] |

### Fernsehshows
| Jahr | Titel                      | Sender  | Anmerkungen                                                  | Quelle        |
| ---- | -------------------------- | ------- | ------------------------------------------------------------ | ------------- |
| 2012 | K-Pop Star 2               | SBS     |                                                              | [ 3 ]         |
| 2016 | Produce 101                | Mnet    | Castingshow aus der I.O.I entstand                           | [ 24 ]        |
| 2016 | Boom Shakalaka             | KBS2    | Tanzshow                                                     | [ 25 ]        |
| 2016 | Immortal Songs 2           | KBS2    | Episode 282                                                  | [ 26 ]        |
| 2016 | Talents for Sale           | KBS2    | Moderatorin                                                  | [ 16 ]        |
| 2016 | Running Man                | SBS     | Episode 313                                                  | [ 27 ]        |
| 2017 | 1 gegen 100 (Korea)        | KBS2    | Episode 466                                                  | [ 28 ]        |
| 2017 | Battle Trip                | KBS2    | Teilnehmerin, Episoden 40–41 Moderatorin, Episoden 48–49     | [ 29 ] [ 30 ] |
| 2017 | King of Masked Singer      | MBC     | „Worker Holic Antgirl“ in Episode 95 Panel, Episoden 107–108 | [ 31 ] [ 32 ] |
| 2017 | Law of the Jungle          | SBS     |                                                              | [ 33 ]        |
| 2017 | Running Man                | SBS     | Episode 377                                                  | [ 34 ]        |
| 2017 | Get It Beauty              | OnStyle | Moderatorin                                                  | [ 17 ]        |
| 2018 | Busted!                    | Netflix |                                                              | [ 14 ]        |
| 2018 | Galileo: Awakened Universe | tvN     |                                                              | [ 35 ]        |
| 2018 | Salty Tour                 | tvN     | Episoden 36–40                                               | [ 36 ]        |
| 2019 | Busted! Season 2           | Netflix | Moderatorin                                                  | [ 37 ]        |

## Auszeichnungen

### Preisverleihungen
2017
- The Seoul Awards – Popularity Award[12]
- KBS Drama Awards – Best New Actress für School 2017[13]
- SBS Entertainment Awards – Best Challenge Award für Law of the Jungle[38]

2019
- KBS Drama Awards – K-Drama Hallyu Star Award für Lass mich dein Lied hören[39]

2020
- Korea First Brand Awards – Female Idol-Actor[40]

2021
- Brand Customer Loyalty Awards – Female Acting Idol[41]
- Brand Of The Year Awards – Female Multi-Entertainer[42]

### Musikshows
| Jahr | Datum        | Titel      |
| ---- | ------------ | ---------- |
| 2016 | 30. November | Flower Way |

| Jahr | Datum    | Titel |
| ---- | -------- | ----- |
| 2020 | 24. März | Plant |